# Vasstyrann
Vasstyrann (Tachuris rubrigastra) är en unik och färgglad sydamerikansk tätting som traditionellt placeras i familjen tyranner men som kan utgöra en egen familj.

## Utseende
Vasstyrannen är en mycket liten färgglad fågel med en kroppslängd på endast 10,5 centimeter. Stjärten är kort, vingarna korta och runda och näbben är tunn. Den är grön på övergump och rygg, gul på undersidan förutom vit strupe, svart bröstband och röda undre stjärttäckare. Ansiktet är blågrått med gult ögonbrynsstreck och mörk hjässa med en röd, ofta dold fläck. Vingar och stjärt är mörka med ett vingband och vita yttre stjärtpennor.

## Utbredning och systematik
Vasstyrann delas in i fyra underarter med följande utbredning:
- Tachuris rubrigastra libertatis – kustnära våtmarker i västra Peru (La Libertad till norra Ica)
- Tachuris rubrigastra alticola – Anderna från sydöstra Peru till västra Bolivia och nordvästra Argentina
- Tachuris rubrigastra rubrigastra – sydöstra Brasilien till Paraguay, Uruguay, norra Argentina och västra Chile
- Tachuris rubrigastra loaensis – norra Chile (Antofagasta)

Arten placeras som enda art i släktet Tachuris. En DNA-studie från 2013 antyder att arten utgör en egen utvecklingslinje som skilde sig från tyrannerna för åtminstone 25 miljoner år sedan. Författarna till studien föreslår att den lyfts ut till en egen familj, och vissa taxonomiska auktoriteter har följt dessa rekommendationer. De flesta behåller den dock fortfarande bland tyrannerna.

## Levnadssätt
Som namnet avslöjar återfinns vasstyrannen i våtmarker och i vassbälten runt sjöar och floder, framför allt vid stånd av Scirpus. Boet placeras även i vass.

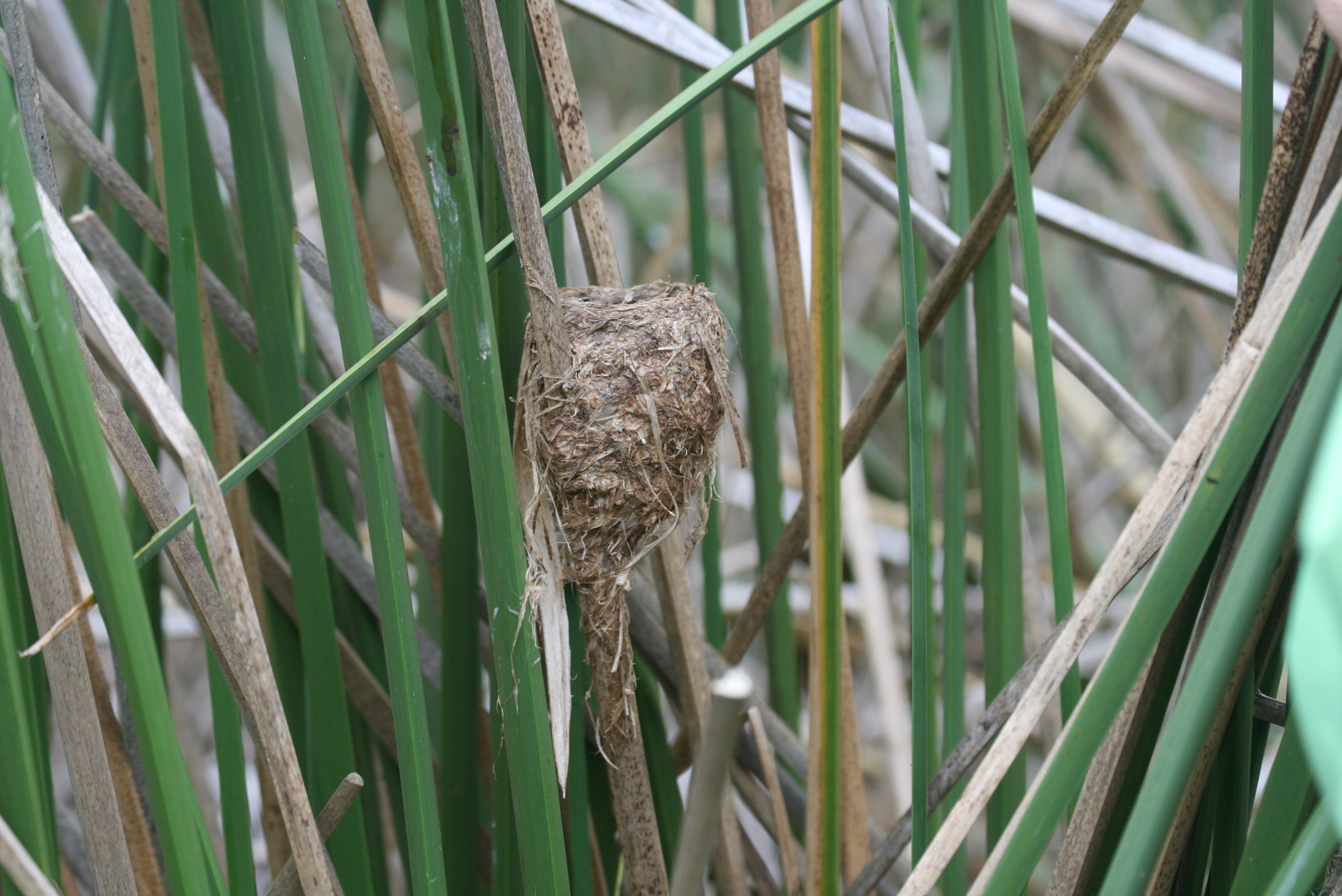
Vasstyrannens bo.

## Status och hot
Arten har ett stort utbredningsområde och en stor population med stabil utveckling och tros inte vara utsatt för något substantiellt hot. Utifrån dessa kriterier kategoriserar internationella naturvårdsunionen IUCN arten som livskraftig (LC). Världspopulationen har inte uppskattats men den beskrivs som vanlig.